# National Board of Review Award/Bestes Regiedebüt
Preis des National Board of Review: Bestes Regiedebüt
Gewinner des National Board of Review Awards in der Kategorie Bestes Regiedebüt (Outstanding Directorial Debut). Die Kategorie wird separat neben der für die Beste Regie ausgelobt.
Von den seit 1997 preisgekrönten Regisseuren konnte nur die US-Amerikaner Rob Marshall (Chicago) und Benh Zeitlin (Beasts of the Southern Wild) eine Oscar-Nominierung erringen.
Die Jahreszahlen der Tabelle nennen die bewerteten Filmjahre, die Preisverleihungen fanden jeweils im Folgejahr statt.
| Jahr        | Preisträger/-in                   | Filmtitel                   | Deutscher Titel                      |
| ----------- | --------------------------------- | --------------------------- | ------------------------------------ |
| 1997        | Kasi Lemmons                      | Eve’s Bayou                 | Eve’s Bayou                          |
| 1998        | Preis nicht vergeben              | Preis nicht vergeben        | Preis nicht vergeben                 |
| 1999        | Kimberly Peirce                   | Boys Don’t Cry              | Boys Don’t Cry                       |
| 2000 - 2001 | Preis nicht vergeben              | Preis nicht vergeben        | Preis nicht vergeben                 |
| 2002        | Rob Marshall                      | Chicago                     | Chicago                              |
| 2003        | Vadim Perelman                    | House of Sand and Fog       | Das Haus aus Sand und Nebel          |
| 2004        | Zach Braff                        | Garden State                | Garden State                         |
| 2005        | Julian Fellowes                   | Separate Lies               | Geliebte Lügen                       |
| 2006        | Jason Reitman                     | Thank You for Smoking       | Thank You for Smoking                |
| 2007        | Ben Affleck                       | Gone Baby Gone              | Gone Baby Gone – Kein Kinderspiel    |
| 2008        | Courtney Hunt                     | Frozen River                | Frozen River                         |
| 2009        | Duncan Jones                      | Moon                        | Moon                                 |
| 2009        | Oren Moverman                     | The Messenger               | The Messenger – Die letzte Nachricht |
| 2009        | Marc Webb                         | (500) Days of Summer        | (500) Days of Summer                 |
| 2010        | Sebastian Junger Tim Hetherington | Restrepo                    | Restrepo                             |
| 2011        | J. C. Chandor                     | Margin Call                 | Der große Crash – Margin Call        |
| 2012        | Benh Zeitlin                      | Beasts of the Southern Wild | Beasts of the Southern Wild          |
| 2013        | Ryan Coogler                      | Fruitvale Station           | Nächster Halt: Fruitvale Station     |
| 2014        | Gillian Robespierre               | Obvious Child               | Obvious Child                        |
| 2015        | Jonas Carpignano                  | Mediterranea                | Mediterranea                         |
| 2016        | Trey Edward Shults                | Krisha                      | Krisha                               |
| 2017        | Jordan Peele                      | Get Out                     | Get Out                              |
| 2018        | Bo Burnham                        | Eighth Grade                | Eighth Grade                         |
| 2019        | Melina Matsoukas                  | Queen & Slim                | Queen & Slim                         |
| 2020        | Channing Godfrey Peoples          | Miss Juneteenth             | Miss Juneteenth                      |
| 2021        | Michael Sarnoski                  | Pig                         | Pig                                  |
| 2022        | Charlotte Wells                   | Aftersun                    | Aftersun                             |
| 2023        | Celine Song                       | Past Lives                  | Past Lives – In einem anderen Leben  |
| 2024        | India Donaldson                   | Good One                    | Good One                             |